# Фотонаборный автомат

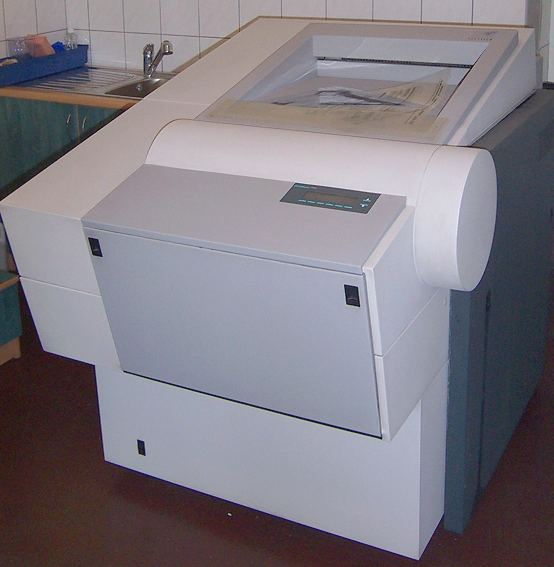
Фотонаборный автомат с внутренним барабаном

Фотонаборный автомат — устройство для фотонабора. Предназначен для экспонирования цветоделённых диапозитива или негатива (на прозрачной основе) для последующего производства форм как для офсетного производства, так и для флексомашин.
Экспонирование плёнки в фотонаборных автоматах обычно осуществляется лучом лазера. В настоящее время фотонаборные автоматы практически вытеснены устройствами CTP, позволяющими получать печатные формы напрямую, без промежуточной стадии вывода на фотоплёнку.

## Классификация
Выделяют три основные группы фотонаборных автоматов в зависимости от типа протяжки фотоматериала (перемещения относительно лазера):
- Капстан. Плёнка движется в одной плоскости, поступательно, лазерный луч перемещается в перпендикулярной плёнке плоскости с помощью многогранной призмы.
- С внешним барабаном. Плёнка закрепляется на внешней поверхности барабана, который вращается. Экспонирование осуществляется матрицей лазерных диодов, которая движется параллельно оси барабана.
- С внутренним барабаном. Плёнка закрепляется на внутренней поверхности барабана. Лазерный луч идёт по оси барабана и направляется на плёнку вращающимся зеркалом.

## История
Первая в мире модель фотонаборной машины была сконструирована Виктором Афанасьевичем Гассиевым. В 1894 году Гассиев создал «машину для набора строк», которая набирала строки из готовых букв и знаков, в 1895 — первую действующую модель фотонаборной машины. 11 сентября 1897 года им была закончена пятая модель, на которой был набран первый в мире текст фотографическим способом. В 1900 году департамент торговли и мануфактур выдал Гассиеву патент за «фотографическое получение набора».
В 1970-х, до распространения цифровой технологии, фотонабор осуществлялся при помощи материального шрифтоносителя.
В СССР выпускались автоматы ФА-500, ФА-1000 и др.